# Vilaferrans
Vilaferrans és una masia del municipi de Viver i Serrateix (Berguedà) inclosa en l'Inventari del Patrimoni Arquitectònic de Catalunya.

## Descripció
És una masia orientada al SE del tipus I segons la classificació de J. Danés, amb teulada a dues vessants i carener paral·lel a la façana principal. Consta de tres plantes amb ampliacions i diverses construccions annexes que fan un pati d'entrada.
És feta amb paredat de pedra i presenta diverses obertures amb llindes i brancals de pedra. A la planta baixa hi ha diverses obertures, algunes amb arc rebaixat i altres amb llinda.
Sobre una de les finestres consta la data 1861.